# Echo Kellum
Echo Kellum, né le 29 août 1982 à Chicago dans l'Illinois, est un acteur américain.

## Biographie
Echo Kellum décroche son premier rôle d’envergure en 2012 lorsque la Fox lui confie le personnage de Tommy dans Ben and Kate. L’année suivante, Echo est de nouveau à l’affiche d’une sitcom, cette fois produite par NBC Sean Saves the World avec Sean Hayes qu'il avait déjà côtoyé dans Hot in Cleveland, le temps de deux épisodes. Ne rencontrant pas le succès escompté, la série est interrompue à la fin de la première saison.
En 2015, il est choisi pour incarner le rôle de Curtis Holt/Mr Terrific dans la série télévisée Arrow. Il y apparaît d'abord comme personnage régulier dans la saison 4, puis est promu dans le casting principal à partir de la saison 5. Il quitte le casting principal pendant la saison 7 pour se consacrer à ses enfants et des projets personnels, sans renoncer à reprendre le rôle à l'écran.

## Filmographie

### Cinéma
- 2015 : Overanalyzers : Producteur délégué

### Télévision
| Années    | Séries                    | Rôle             | Notes                                                                           |
| --------- | ------------------------- | ---------------- | ------------------------------------------------------------------------------- |
| 2012      | Ben and Kate              | Tommy            | Saison 1                                                                        |
| 2012      | Hot in Cleveland          | Aaron            | Saison 3 épisode 14                                                             |
| 2012      | Hot in Cleveland          | Johnny           | Saison 4 épisode 23                                                             |
| 2013      | Sean Saves the World      | Hunter           | Saison 1                                                                        |
| 2013      | The Gates                 |                  | Saison 1 épisode 1                                                              |
| 2013      | NTSF:SD:SUV::             | Lex              | Saison 3 épisode 8                                                              |
| 2013      | Key and Peele             | Funk Band Member | Saison 3 épisode 9                                                              |
| 2014      | A to Z                    | Joseph           | Saison 1 épisode 10 et 11                                                       |
| 2014      | Two To Go                 | Nick             | Saison 1                                                                        |
| 2015-2020 | Arrow                     | Curtis Holt      | Rôle récurrent (Saison 4) Rôle principal (saisons 5 à 7) Rôle invité (saison 8) |
| 2015      | Overanalyzers             |                  | Saison 1                                                                        |
| 2015      | Nothing to Report         | Broadway         | (websérie)                                                                      |
| 2015      | Dead People               | Doug             | Saison 1                                                                        |
| 2015      | You're the Worst          | Tall Nathan      | Saison 2 épisodes 4, 5, 6, 11                                                   |
| 2015      | The League                | Mr. McGibblets   | Saison 7 épisode 9                                                              |
| 2016      | Time Traveling Bong       | Slave            | Saison 1 épisode 2                                                              |
| 2017      | Legends of Tomorrow       | Curtis Holt      | Saison 3 épisodes 5 et 8                                                        |
| 2018      | Suit Up                   | Curtis Holt      | Court-métrage                                                                   |
| 2018      | Freedom Fighters: The Ray | Curtis Holt      | Saison 2 épisodes 1 et 2                                                        |
| 2022      | The Old Man               | Mike             | Saison 1 épisodes 5,6,7                                                         |